# Toyota Land Cruiser Prado
Toyota Land Cruiser Prado (укр. Тойота Ланд Крузер Прадо) — середньорозмірний позашляховик японського концерну Toyota. Перше покоління з'явилося в 1984 році, і його важливими плюсами були висока прохідність при комфорті, гідному легкового автомобіля. Prado перших трьох поколінь існував у трьох-і п'ятидверному виконаннях, починаючи з другого покоління позашляховик будувався на одній платформі з моделлю Toyota Hilux Surf (або Toyota 4Runner). Починаючи з третього покоління, Land Cruiser Prado із зовнішніми змінами і кількома покращеннями інтер'єру випускається під маркою Lexus GX.
Восени 2009 року Land Cruiser Prado 150 (четверте покоління моделі) був представлений на міжнародному автосалоні у Франкфурті. Як і попередники, автомобіль 2010 модельного року до Європи поставляється як Land Cruiser (при цьому не маючи відносин до флагманського позашляховика), так як слово «Prado» у ряді країн асоціюється з годинниковим брендом Rado і одягом Prada.

## Перше покоління (J70) (1984—1996)

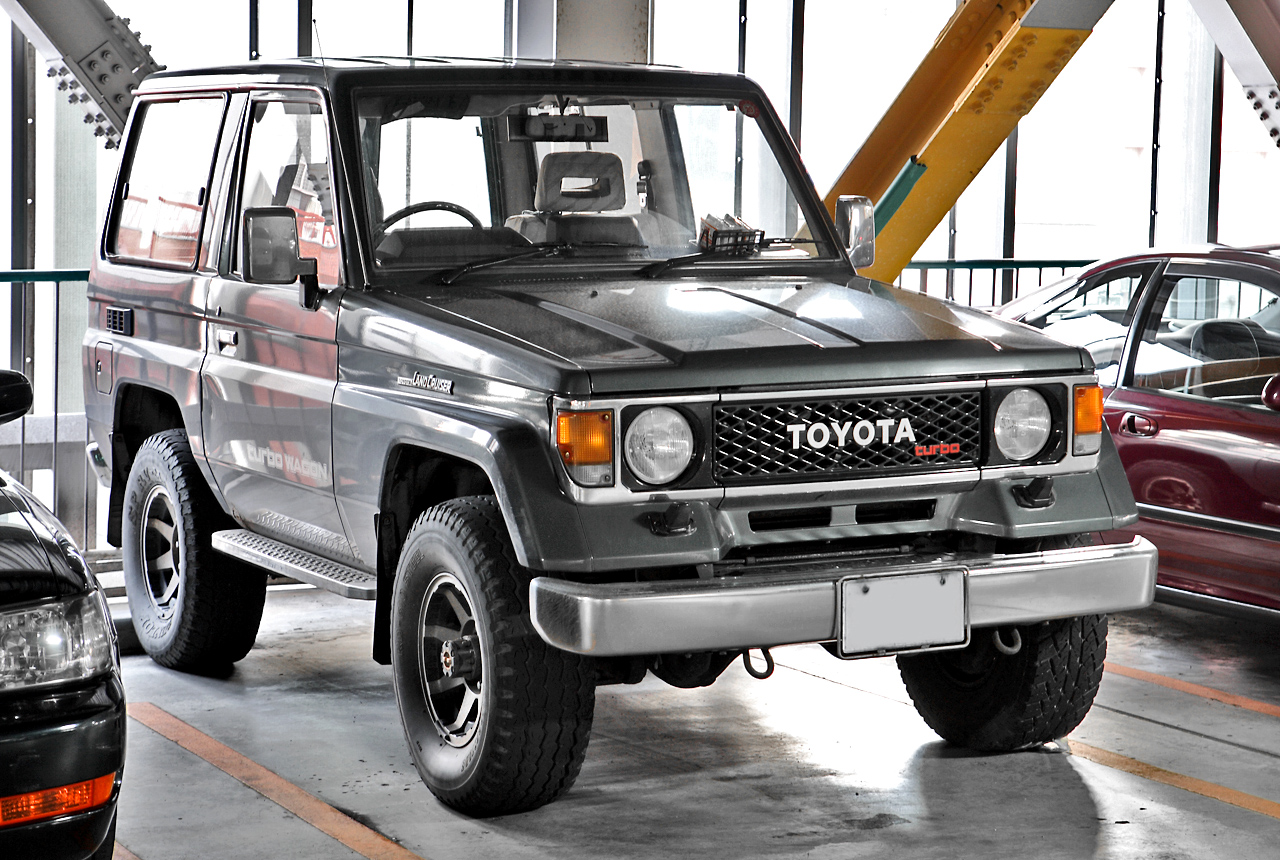
Land Cruiser 70 3дв. (1984—1990)

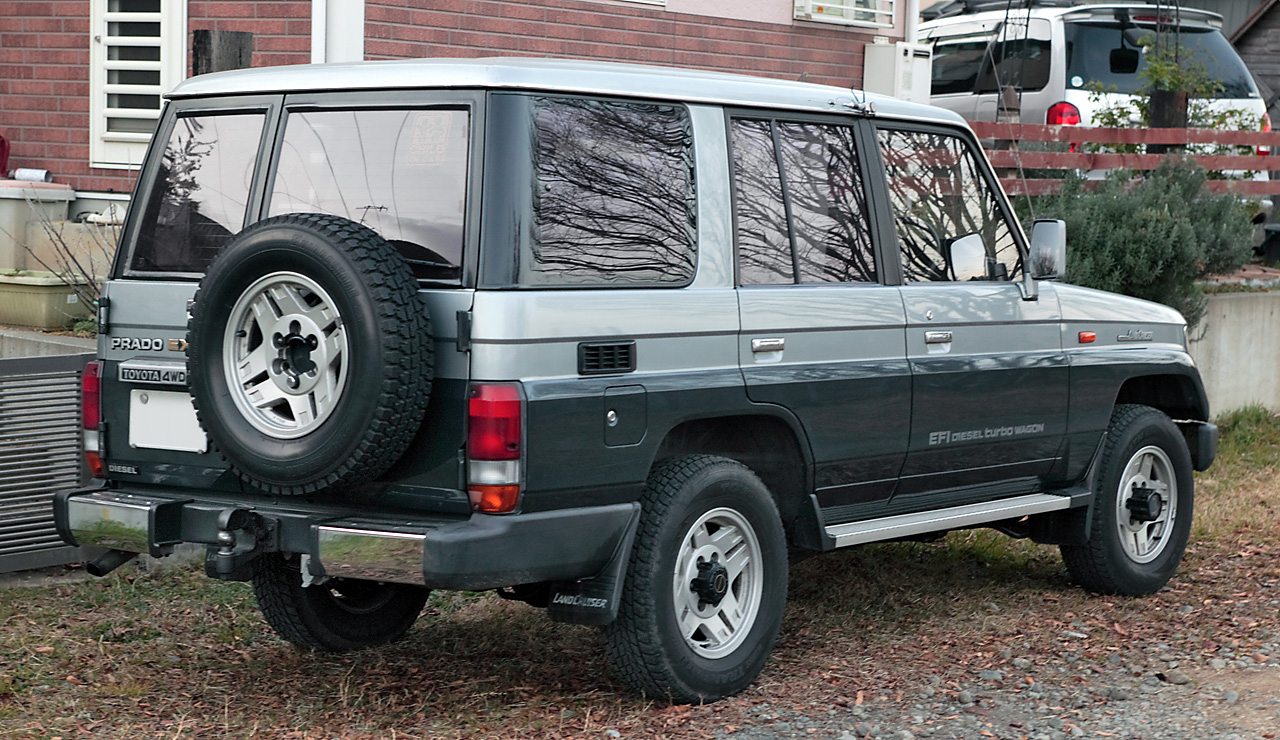
Land Cruiser Prado 1 5дв. (1990—1996)

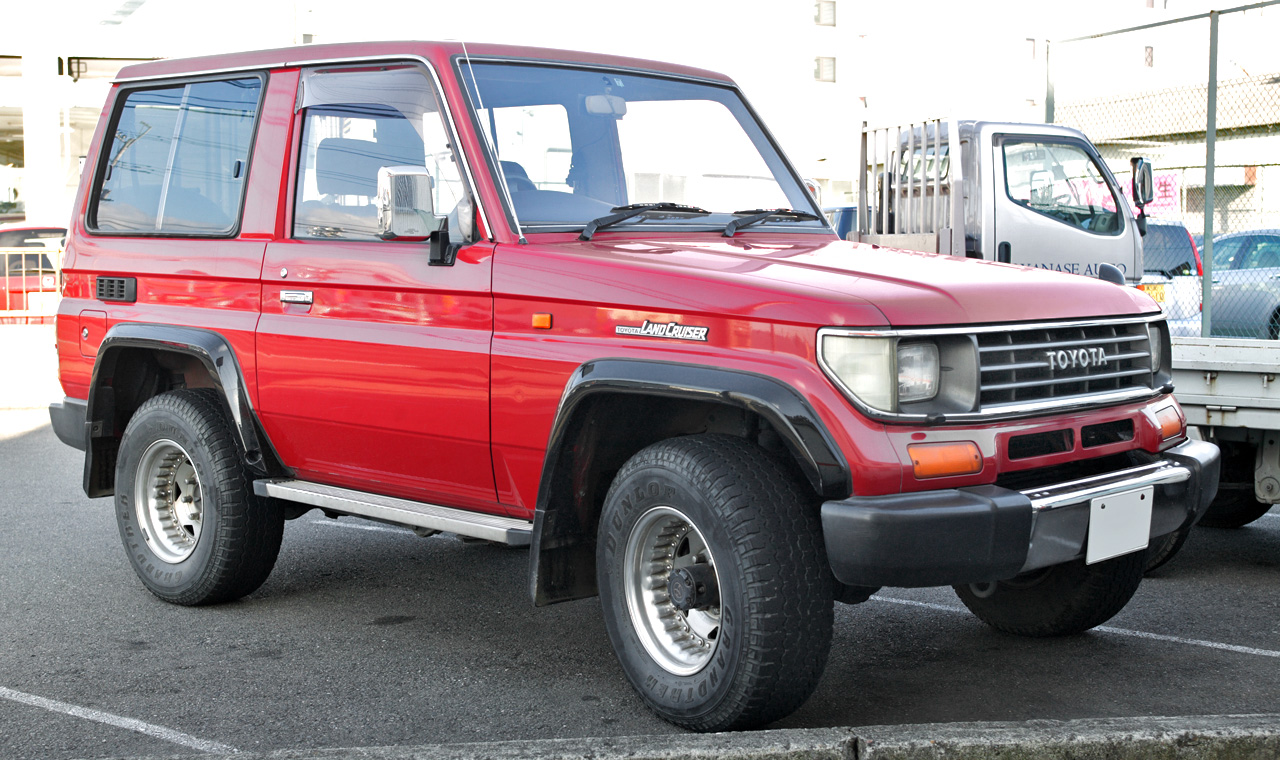
Land Cruiser Prado 1 3дв. (1990—1996)

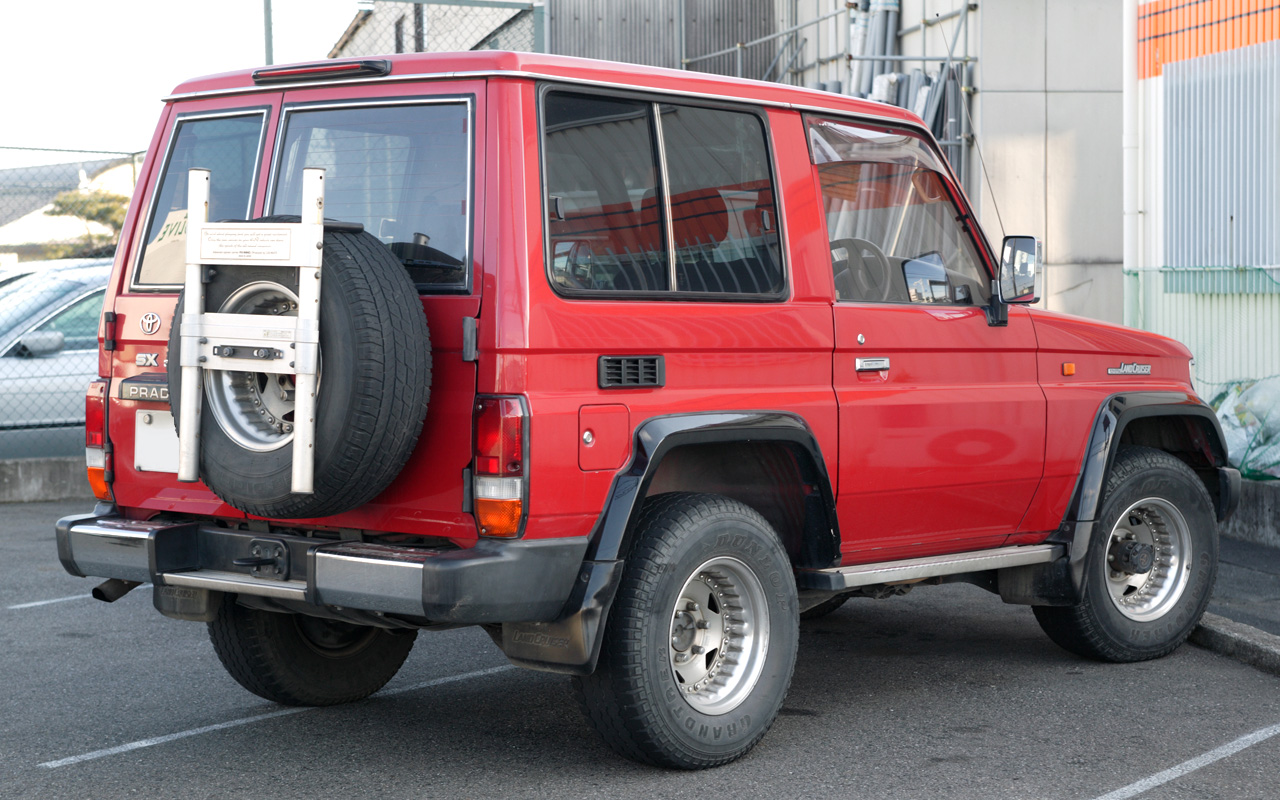
Land Cruiser Prado 1 3дв. (1990—1996)

В 1984 році представлено легкий позашляховик Land Cruiser 70 в трьохдверному кузові.
В 1990 році модель модернізували, змінивши зовнішній вигляд, в результаті чого автомобіль отримав назву Land Cruiser 70 Prado.
Поява першого Land Cruiser Prado пов'язано зі зростанням популярності повнорозмірних позашляховиків, менших, ніж тодішній Land Cruiser 60 series, але досить прохідних і комфортних. Пропонувалися трьох- і п'ятидверні позашляховики, які оснащувалися бензиновим (22R/1RZ) і дизельним (2L/3L/1KZ) двигунами. На ряд ринків Prado 70 series поставлявся як Land Cruiser II або Light Land Cruiser.
Автомобіль мав лонжеронну раму сходового типу і залежну підвіску всіх коліс на напівеліптичних ресорах. Передній і задній мости нерозрізні.

### Двигуни
Бензинові
- 2.4 л 22R Р4
- 2.4 л 22R-E Р4
- 2.7 л 3RZ-FE Р4

Дизельні
- 2.4 л 2L Р4
- 2.4 л 2L-T Р4-T
- 2.4 л 2L-TE Р4-T
- 2.8 л 3L Р4
- 3.0 л 1KZ-TE Р4-T

## Друге покоління (J90) (1996—2002)

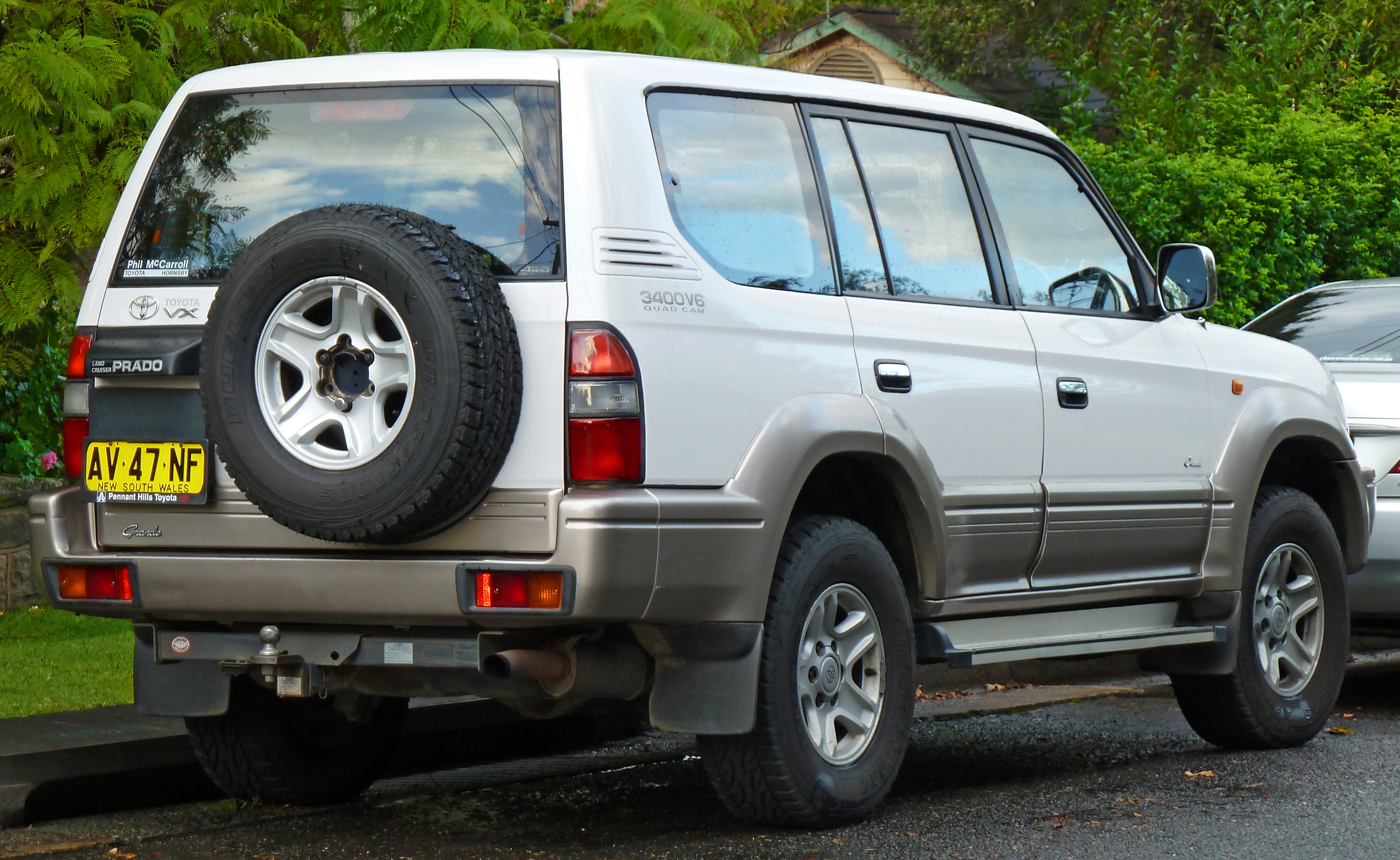
Land Cruiser Prado 2 5дв. (1996—1999)

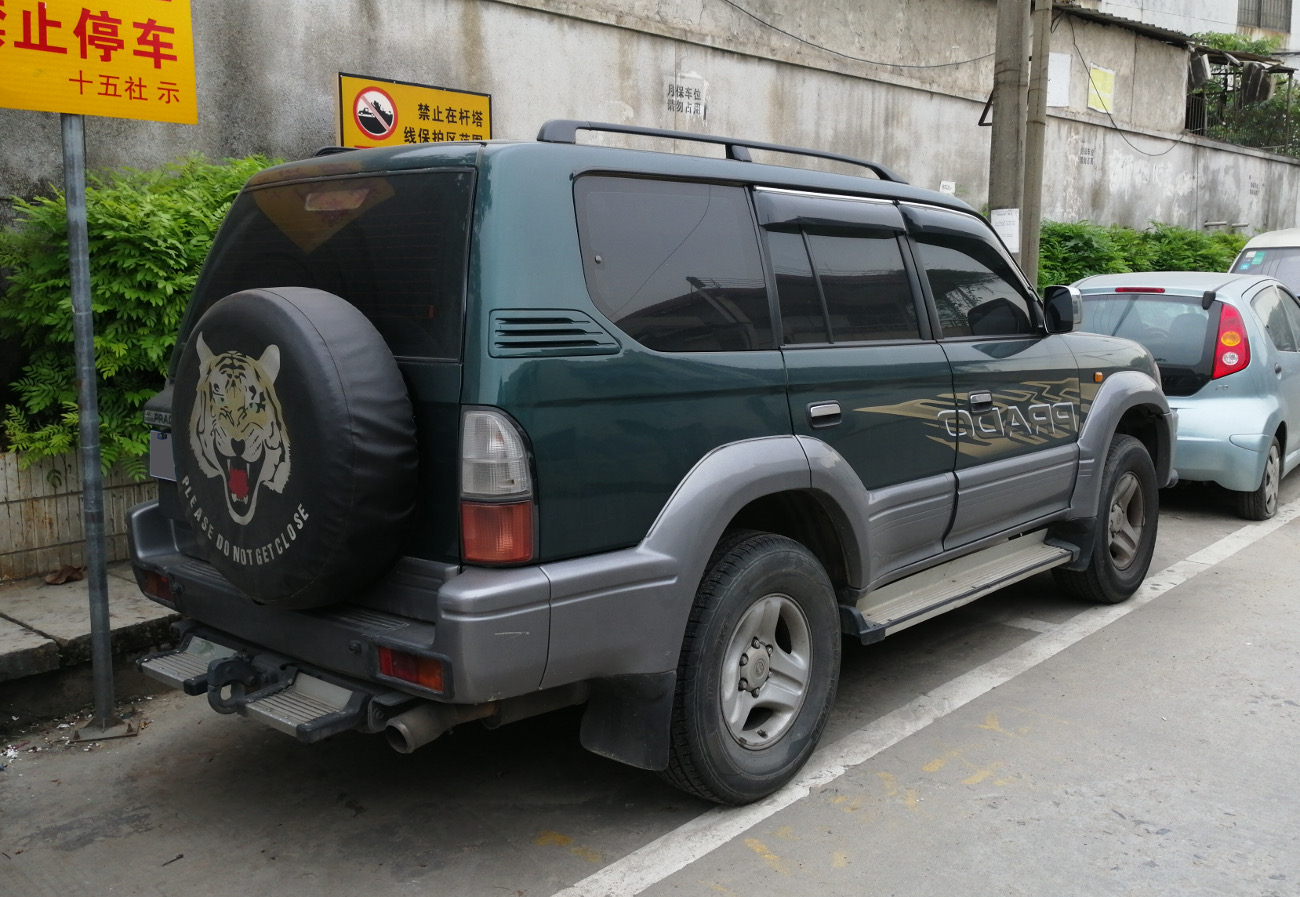
Land Cruiser Prado 2 5дв. (1999—2002)

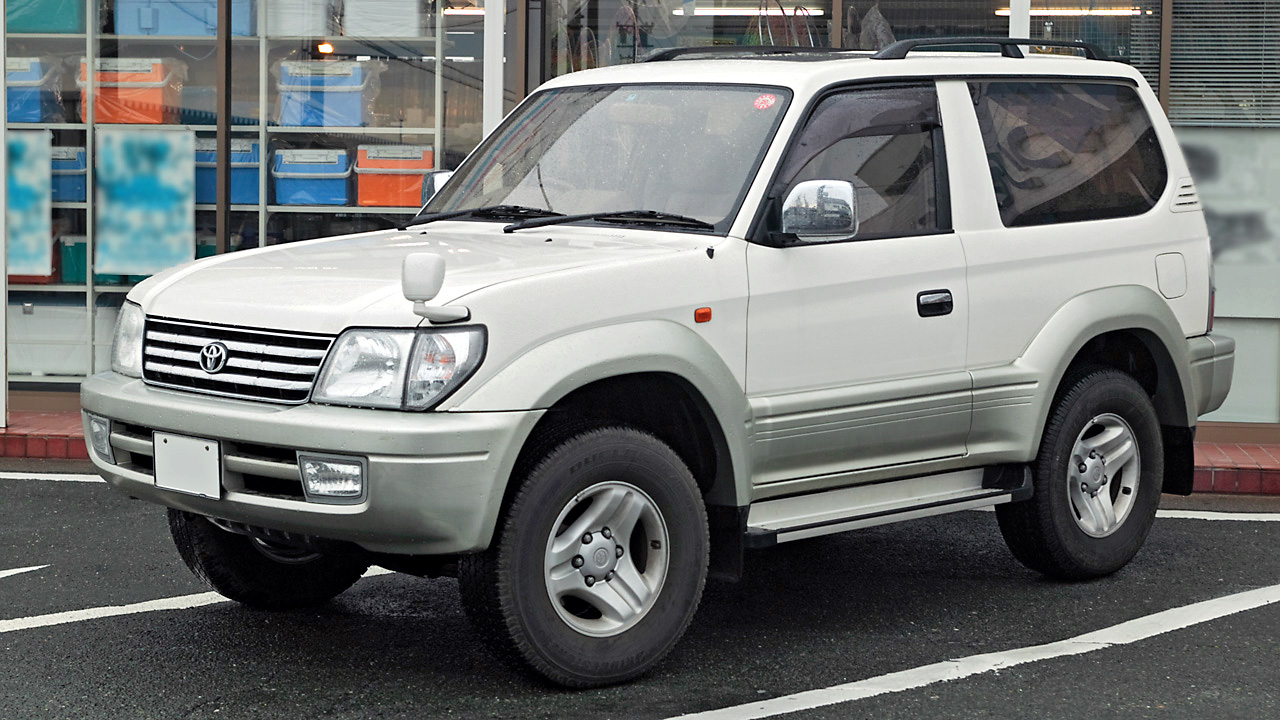
Land Cruiser Prado 2 3дв. (1999—2002)

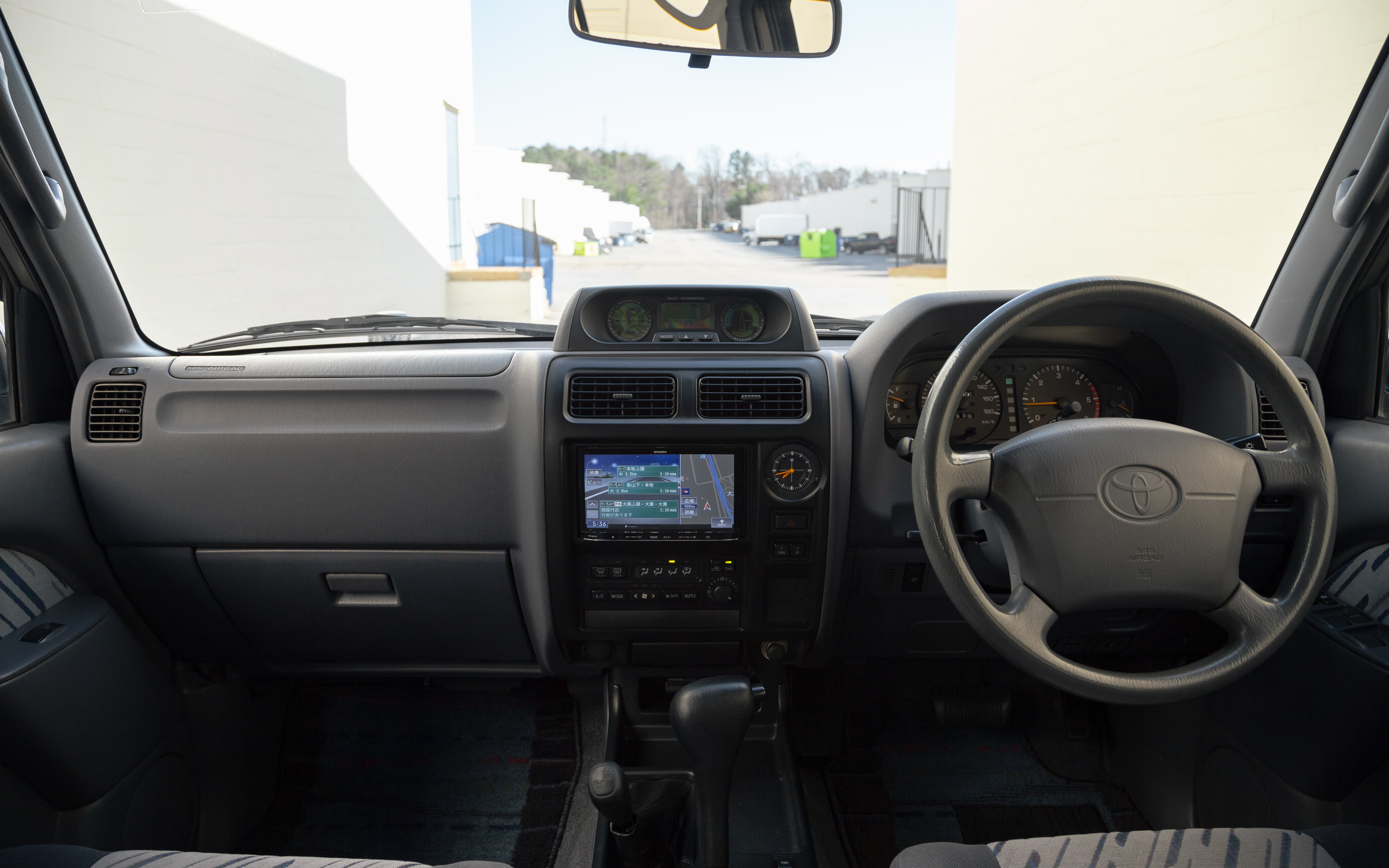
Салон Land Cruiser Prado 2

Land Cruiser Prado 90 series створювався як більш пристосований до бездоріжжя автомобіль, ніж Land Cruiser 80, проте через «міську» зовнішність і малий об'єм двигунів 5VZ-FE (бензиновий) і 1KZ-TE (турбодизель) попит на позашляховик виявився меншим від очікуваного. Prado 90 series став першим автомобілем сімейства, оснащеним незалежною передньою підвіскою, і першим, побудованим на спільній з моделлю 4Runner платформі серії N185.
Трансмісія з повним приводом. Режимів трансмісії кілька: Н — повний привід з працюючим міжосьовим диференціалом (для звичайних режимів руху); HL — міжосьовий диференціал заблокований (для слизьких і мокрих доріг), N — нейтральних; LL — понижена передача і заблокований міжосьовий диференціал (для складних умов руху).
Просторий салон всередині виглядає затишно. Висока посадка забезпечує водієві відмінну оглядовість. Дерев'яні вставки на панелі приладів надають їй солідності. На центральній панелі розташовуються допоміжні вимірювальні прилади: кліномер, компас і посередині багатофункціональний вимірювальний прилад. Кліномер відстежує становище автомобіля відносно горизонту, шкали проградуйовані до 40 градусів. Компас показує напрямок руху. Багатофункціональний прилад суміщає функції термометра, барометра, висотоміра, фіксатора середньої швидкості і таймера, причому всі ці свідчення не тільки видаються в певній послідовності, а й аналізуються по їх зміни за різні періоди часу.
У червні 1999 року позашляховик зазнав рестайлінгу. Для підвищення рівня комфорту і їзди були внесені деякі зміни. В першу чергу їм піддалися передня решітка і бампер, обробка дверей і дизайн приладової панелі. Були запропоновані різноманітні опції: система контролю за тягою Active Traction Control (TRC), система контролю за стабільністю автомобіля (VSC) і автоматична коробка передач майже для всіх комплектацій.
В липні 2000 року з'явився новий дизельний двигун 1KD-FTV, який мав підвищену потужність 163 к.с., більш низьку витрату палива і викидав менше вихлопних газів у порівнянні з дизелем 1KZ-TE. У 2002 році виробництво Toyota Land Cruiser Prado 90 було зупинено.

### Двигуни
Автомобіль другого покоління оснащувався двома бензиновими двигунами і двома турбодизелями.
- 3 RZ-FE- Рядний 4-циліндровий бензиновий, 2,7 літра, 150 к.с.
- 5 VZ-FE- V-подібний 6-циліндровий бензиновий, 3,4 літра, 180 к.с.
- 1 KZ-TE- Рядний 4-циліндровий дизельний з турбонадувом, 3 літри, 125 к.с.
- 1 KD-FTV- Рядний 4-циліндровий дизельний з турбонадувом, 3 літри, 163 к.с.

## Третє покоління (J120) (2002—2009)

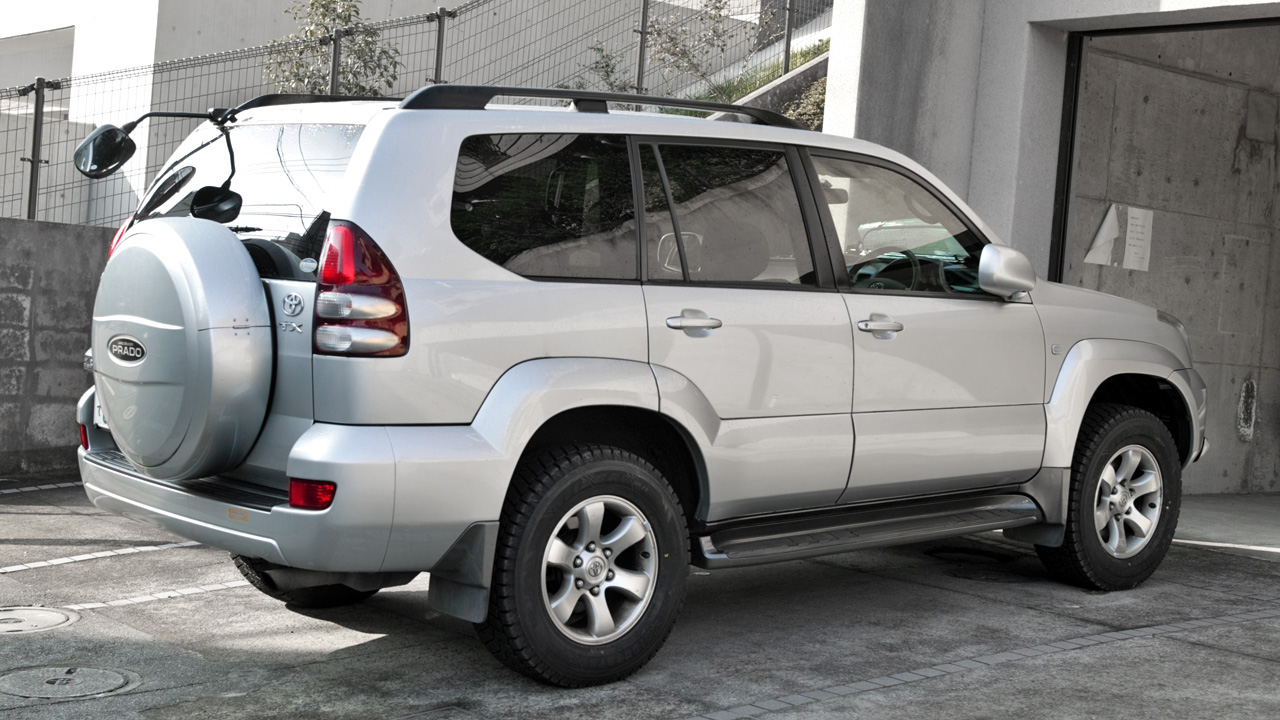
Land Cruiser Prado 120 5дв.

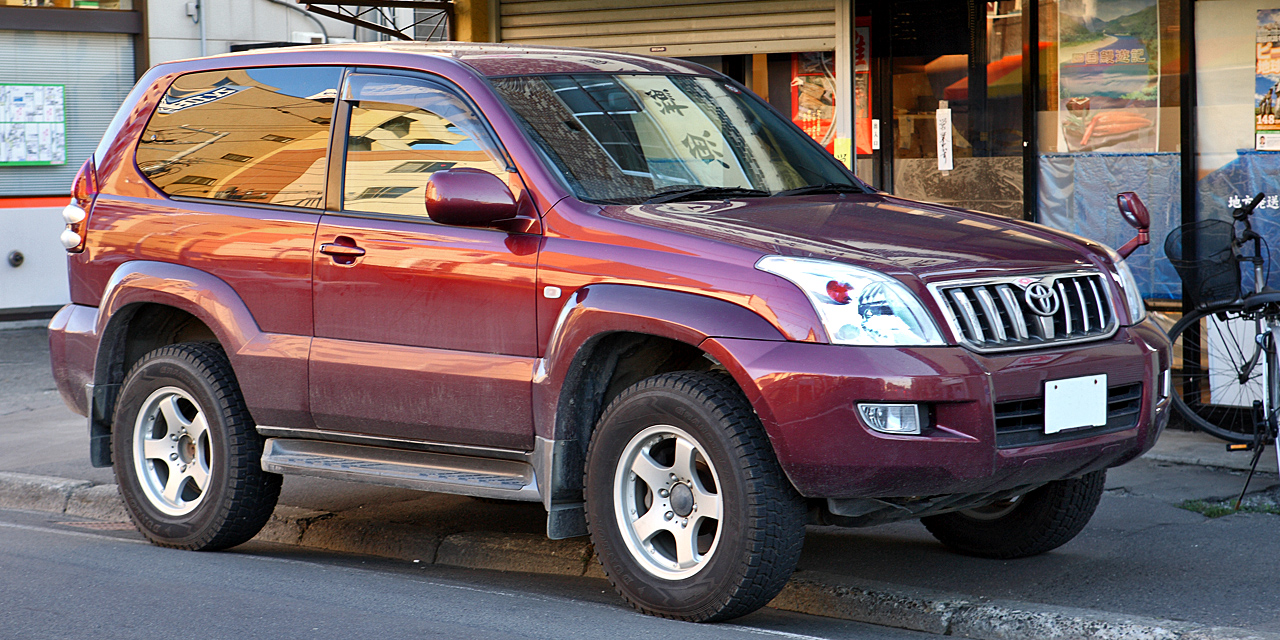
Land Cruiser Prado 120 3дв.

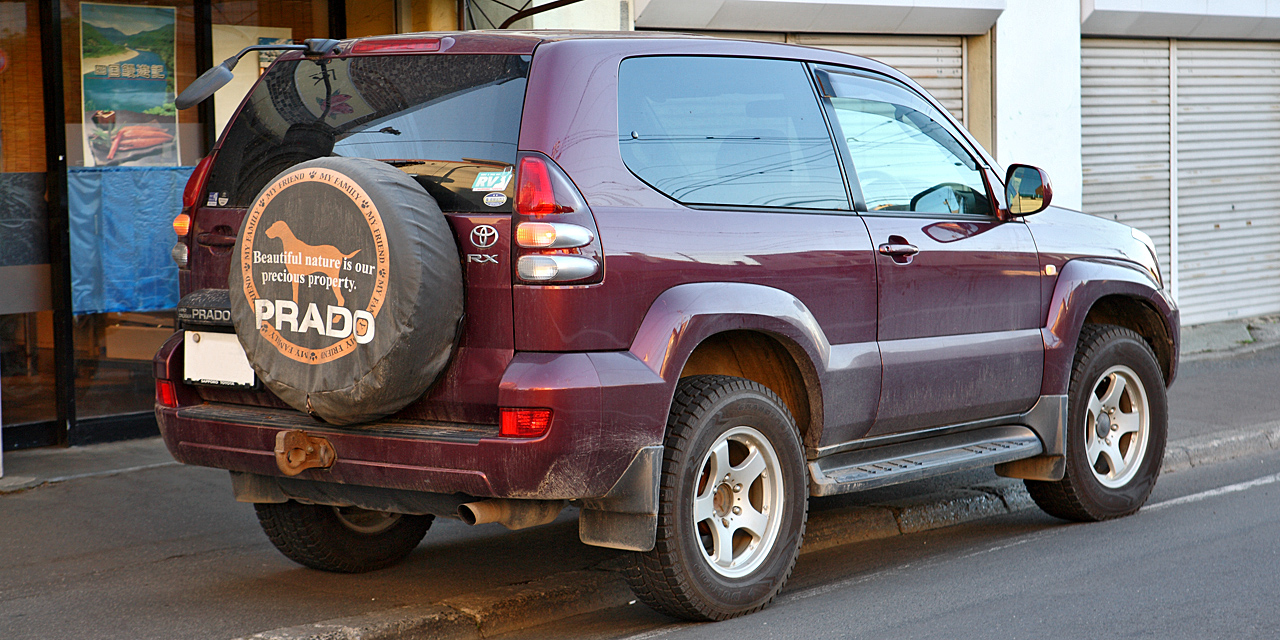
Land Cruiser Prado 120 3дв.

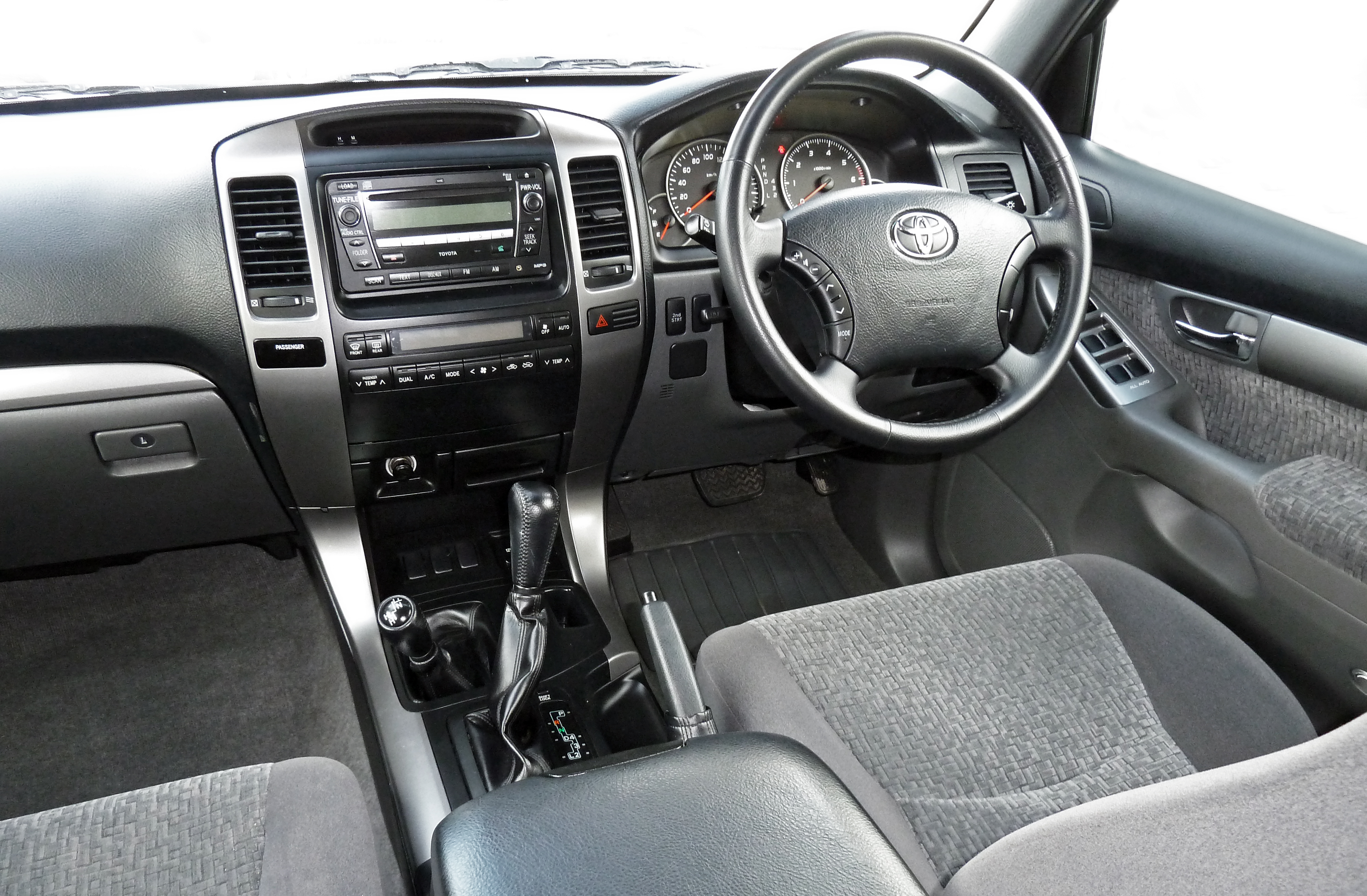
Спорт Land Cruiser Prado 120

Toyota Land Cruiser Prado 120 series побудований за тим же принципом, що і попереднє покоління, 90 series, тобто, створений на платформі Toyota 4Runner. Залежно від кількості дверей, колісна база позашляховика 2002 модельного року дорівнює 2455 або 2790 мм. П'ятидверні Prado 120 series випускалися і в виконанні з трьома рядами сидінь.
Toyota Land Cruiser Prado 120 series комплектувався як 5-ступінчастими механічними, так і автоматичними 4-ступінчастими коробками передач. Передня підвіска позашляховика незалежна, задня — напівнезалежна (на обох осях — двохважільна).
Повний привід виконаний за схемою Part Time у арабських модифікацій і постійного приводу у європейців. Європейська модифікація має центральний диференціал типу Torsen, який розподіляє потужність між передніми і задніми осями в співвідношенні 40 % на 60 %. При необхідності, диференціал міжосьовий і задній диференціали можна заблокувати, для поліпшення прохідності. Передня підвіска позашляховика незалежна, задня — незалежна (на обох осях — двохважіль).
У комплектацію Prado 120 входять: перша в світі система допомоги при підйомі в гору (HAC- Hill-start Assist Control), яка допомагає рушати з місця вгору по слизькому підйому і запобігає бічне ковзання автомобіля; система допомоги при спуску по схилу (DAC- Downhill Assist Control), що підвищує безпеку при русі на крутих спусках; система курсової стійкості (VSC); електронна система управління підвіскою (TEMS — Toyota Electronic Modulated Suspension) останнього покоління; активна антипробуксовочна система (A-TRC), яка забезпечує необхідне початкове тягове зусилля і розгін на слизькій дорозі, а також поліпшує керованість автомобіля.
Максимальна комплектація включає в себе першокласну магнітолу з CD-ченджером і 9-у динаміками, гідропідсилювач рульового управління, електричні склопідйомники із захистом від защемлень на всіх дверях, зовнішні дзеркала заднього виду з електроприводом, панель приладів з підсвічуванням Optitron забезпечує чітке зображення без відблисків і віддзеркалень . Система клімат-контролю дозволяє водієві і передньому пасажирові роздільно регулювати температуру на своїх місцях. Для пасажирів другого ряду сидінь передбачений окремий пульт управління кондиціонером, що дозволяє їм регулювати температуру в задній частині салону.
Гальмівна система Prado — одна з найнадійніших серед автомобілів цього класу. Її відмінними рисами є дискові гальма всіх коліс з вентильованими дисками і педаль гальма з механізмом регулювання чутливості, що дозволяє водієві краще «відчувати» автомобіль при гальмуванні.
Кузов відрізняється підвищеною жорсткістю, причому спереду і ззаду передбачені області, що деформуються, які поглинають силу удару. За пасивну безпеку відповідають: подушки безпеки водія і переднього пасажира, оснащені датчиками відстані і сили удару, розкриваються в два етапи; 3-х точкові ремені безпеки для всіх сидінь, передні з них оснащені натягувачами. Список систем активної безпеки містить у собі системи VSC, A-TRC, ABS, EBD і Brake Assist.
Prado 2002 модельного року з деякими змінами випускався і як Lexus GX.
У 2005 році модель пройшла легкий рестайлінг. Зовнішність майже не змінилася. Запасне колесо прибрали під днище багажника. Помітно розширився список модифікацій. Третя генерація позашляховика Prado протрималася на конвеєрі з 2002 по 2009 рік.

### Двигуни
Автомобіль третього покоління оснащувався чотирма бензиновими двигунами і турбодизелем.
- 2 TR-FE- Рядний 4-циліндровий бензиновий, 2,7 літра, VVT-i, 163 к.с.
- 3 RZ-FE- Рядний 4-циліндровий бензиновий, 2,7 літра, 150 к.с.
- 5 VZ-FE- V-подібний 6-циліндровий бензиновий, 3,4 літра, 185 к.с.
- 1 GR-FE- V-подібний 6-циліндровий бензиновий, 4,0 літри, VVT-i, 249 к.с.
- 1 KD-FTV- Рядний 4-циліндровий дизельний з турбонадувом, 3 літри, 170 к.с.
- 5L-E- Рядний 4-циліндровий дизельний, 3,0 літри, 95 к.с.

## Четверте покоління (J150) (2009-2023)

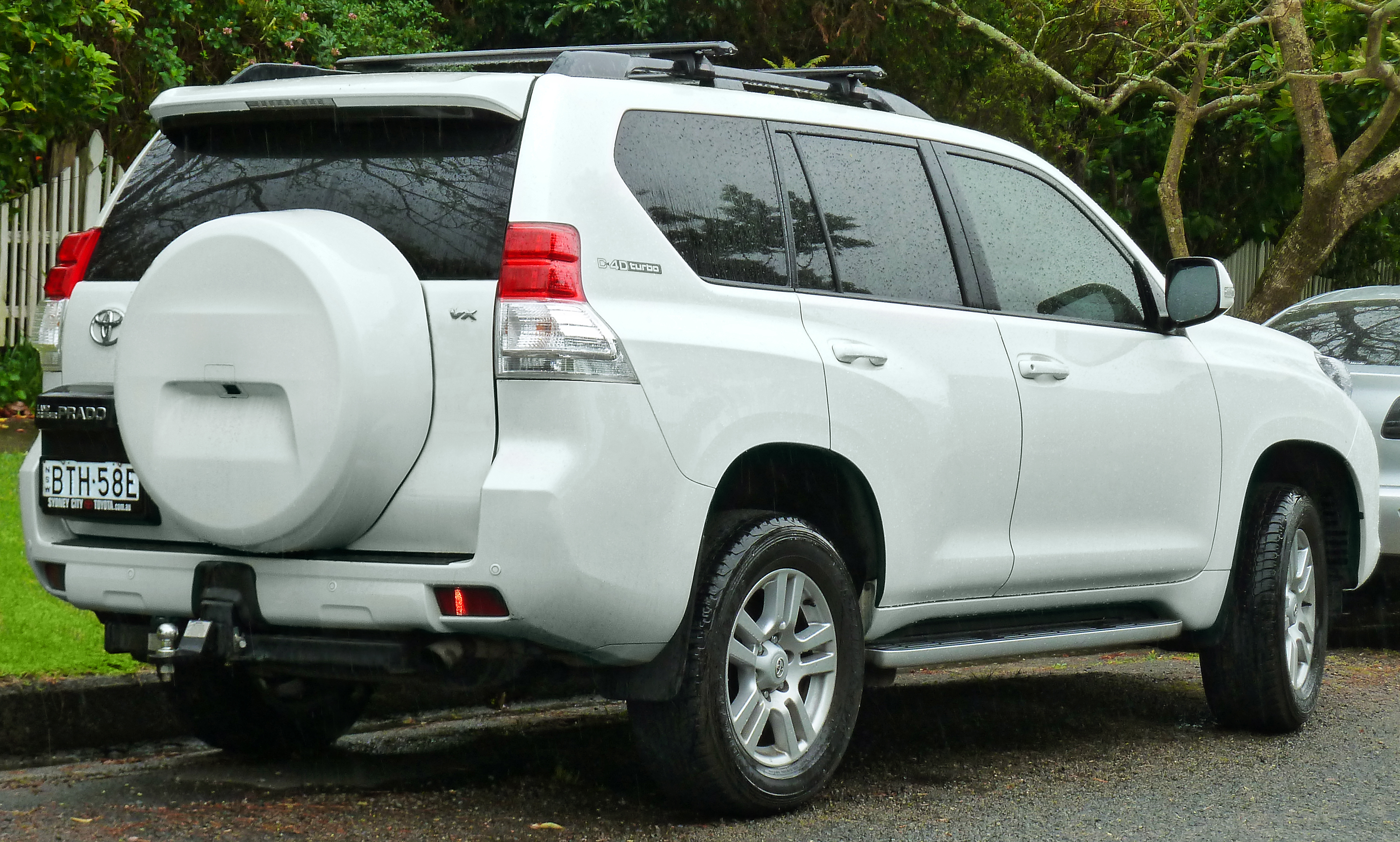
Land Cruiser Prado J150 5дв. (2009—2013)

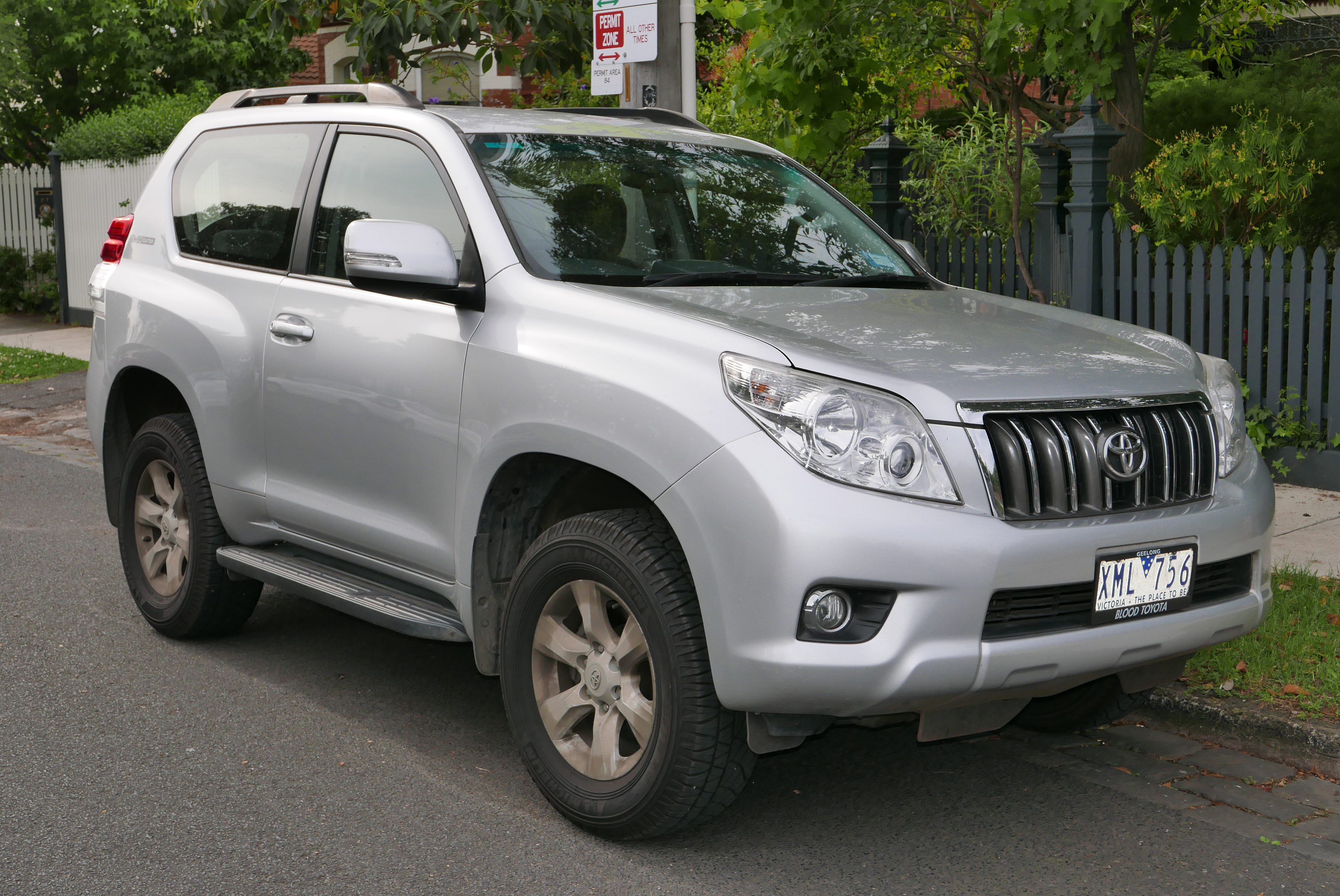
Land Cruiser Prado J150 3дв. (2009—2013)

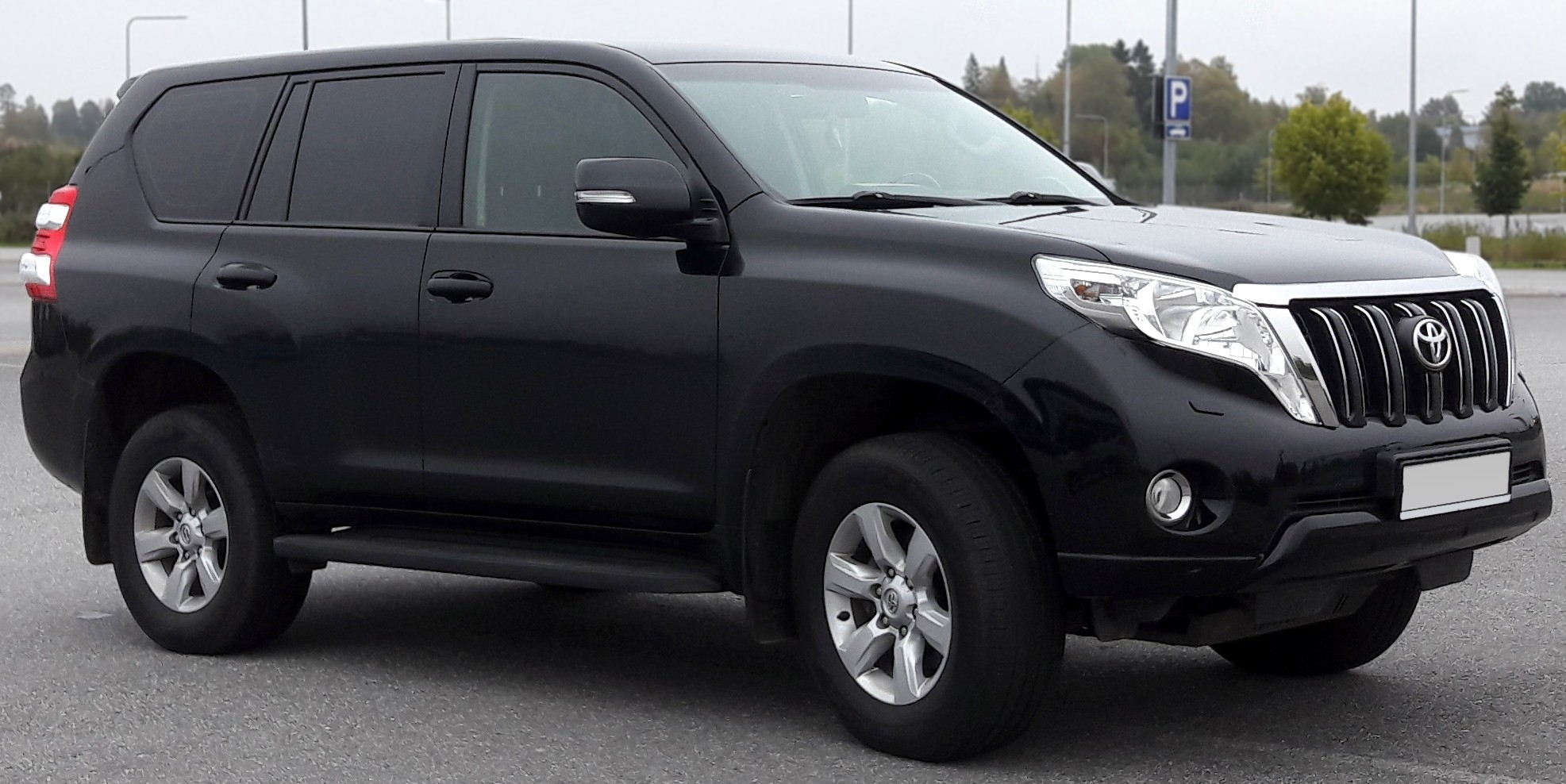
Land Cruiser Prado J150 5дв. (2013—2017)

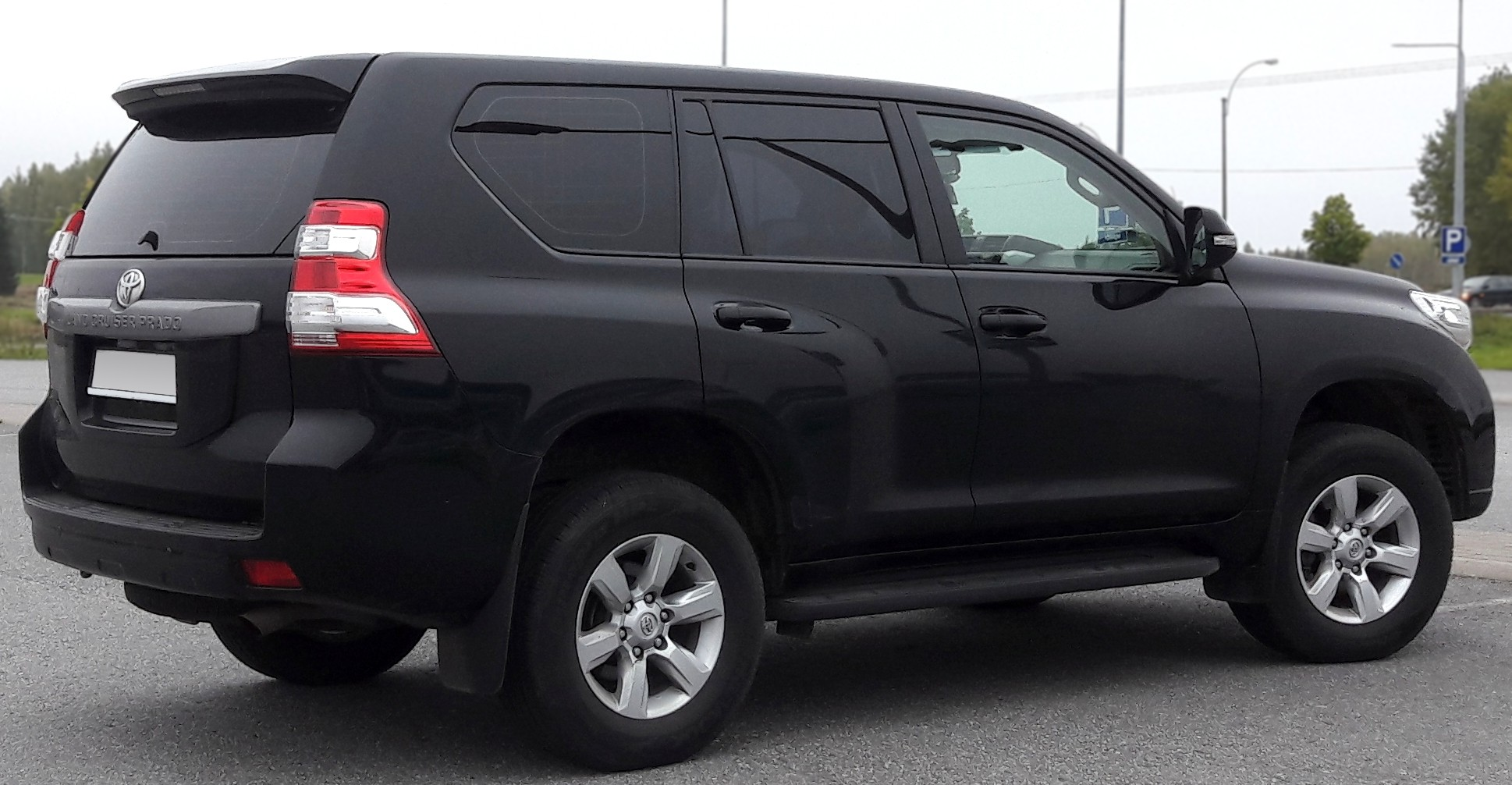
Land Cruiser Prado J150 5дв. (2013—2017)

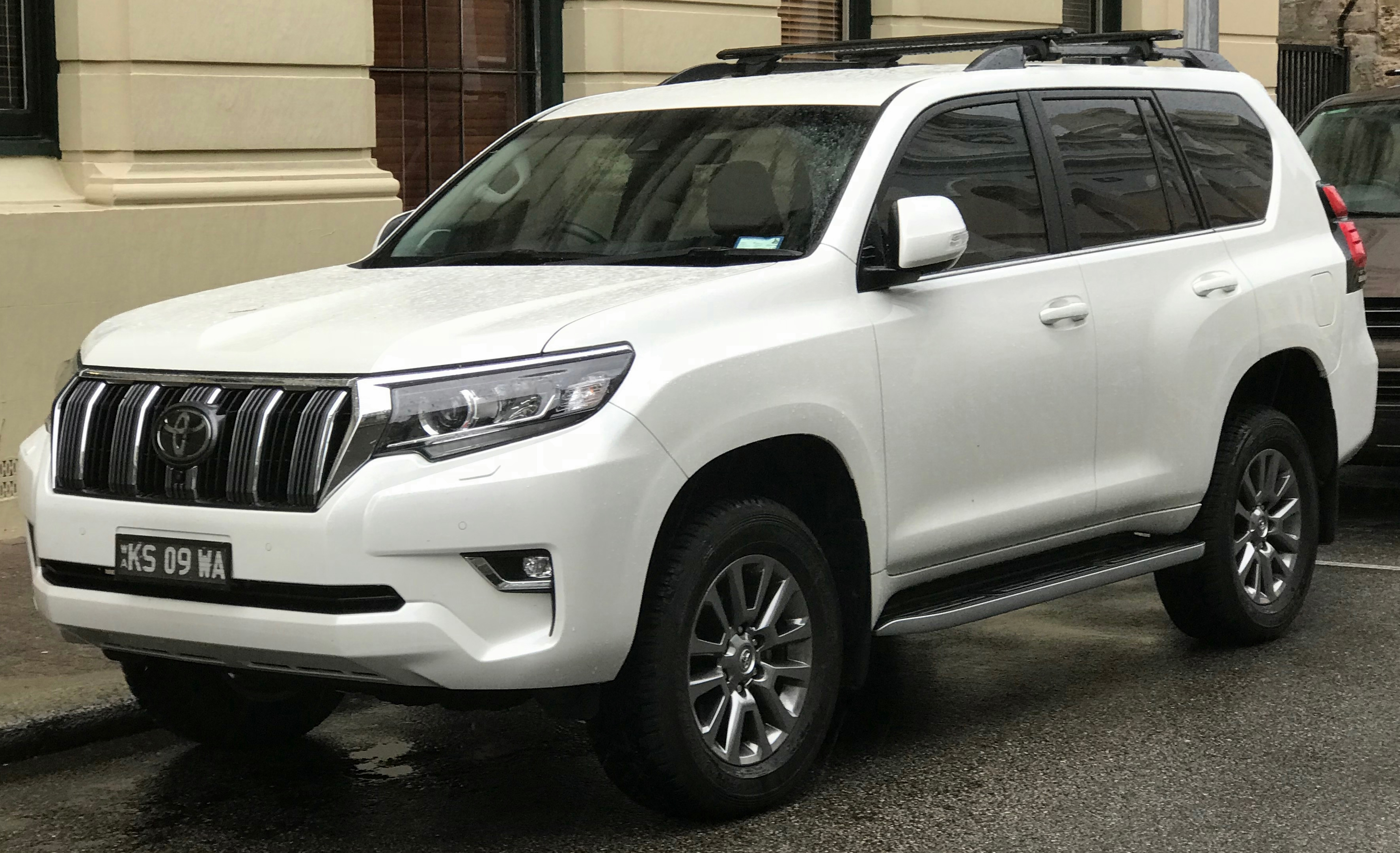
Land Cruiser Prado J150 5дв. (з 2017)

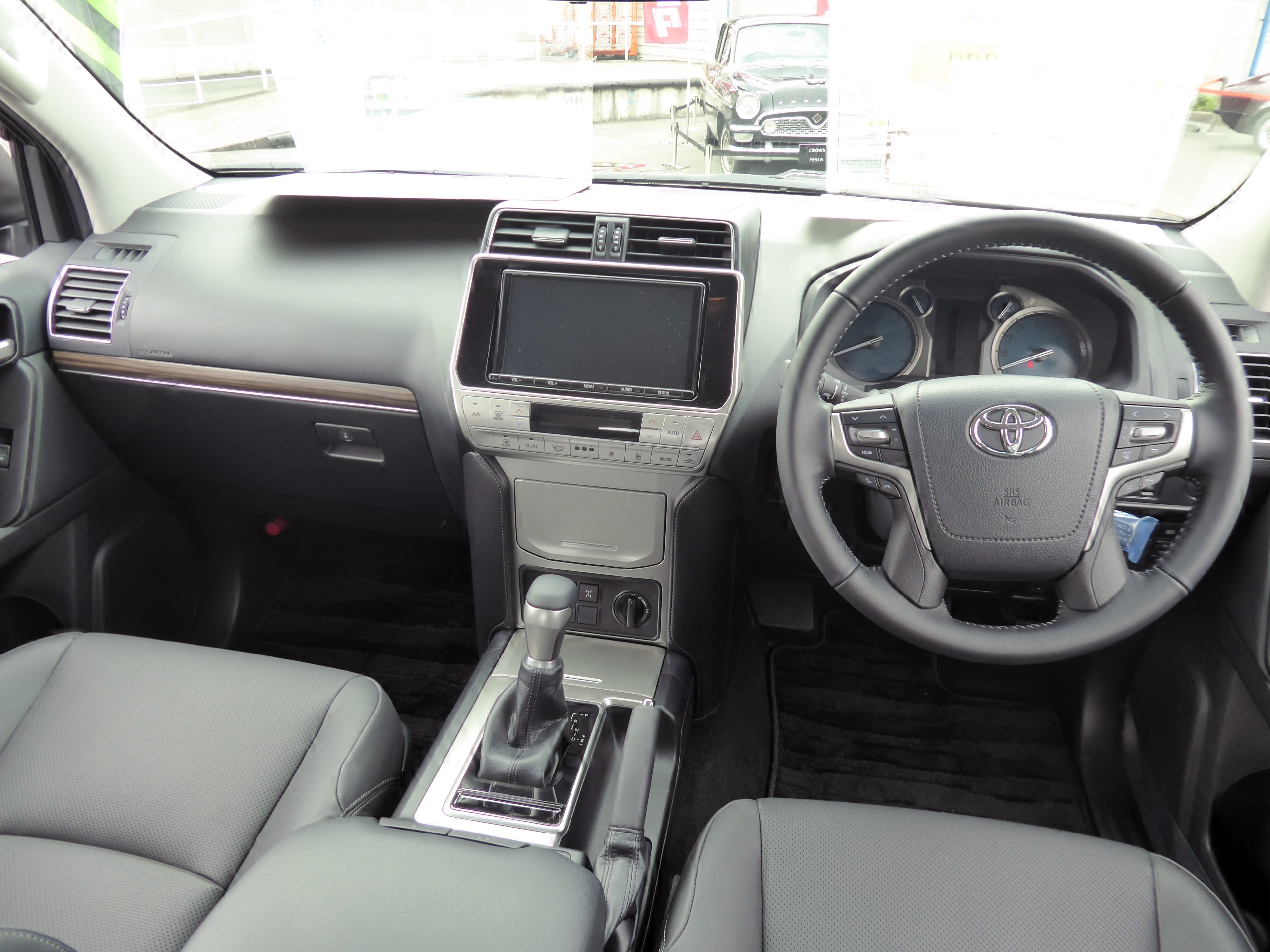
Салон Land Cruiser Prado J150

Автомобіль у кузові J150 був представлений восени 2009 року на Франкфуртському автосалоні, незабаром після світової дебюту почалося виробництво нового Prado. Як і раніше, позашляховик на європейський ринок постачається як Land Cruiser, моделі 2010 року.
Land Cruiser Prado 150 series побудований на модернізованій платформі 120 series, при однаковій з попередником довжині колісної бази (2790 мм) за рахунок більш громіздкого кузова сучасний джип відрізняється збільшеними зовнішніми габаритами. Лонжерон несучу раму посилили для збільшення жорсткості конструкції на згин. На українському ринку доступні три двигуни — залишений без змін турбодизель 3,0 D-4D 1KD-FTV потужністю 173 к.с. та крутним моментом 410 Нм і два бензинові 4,0 VVT-i 1GR-FE, який отримав систему Dual VVT-i, максимальна потужність якого зросла до 282 к.с., а момент до 387 Нм та 2,7 VVT-i 2TR-FE 163 к.с. 246 Нм.
Замість підключаємого повного приводу Prado J150 оснащується постійним повним приводом, в деяких модифікаціях позашляховика доступна система Multi-Terrain System, що настроює роботу підвіски під певні умови покриття (передбачено 4 режиму: камені, гравій, сніг, в'язкий бруд). Передбачені блокування диференціалів — центрального і задньої осі. Позашляховик оснащається або 4-ступінчастою АКПП (версія 2,7), або 5-ступінчастою АКПП (в версіях 3,0 та 4,0) з можливістю ручного перемикання.
Лонжеронну несучу раму посилили для збільшення жорсткості конструкції на вигин. У Prado постійний повний привід в співвідношенні по осях 50х50, в деяких модифікаціях позашляховика доступна система Multi-Terrain System, настроює роботу підвіски під певні умови покриття (передбачено 4 режими: камені, гравій, сніг, в'язка бруд). Передбачені блокування диференціалів — центрального і задньої осі.
Prado 2010 модельного року випускається як в п'ятидверному так і в тридверному виконанні, існують 7-місні салони з електроприводом складання крісел третього ряду, проте, вони доступні тільки в максимальній комплектації. У стандартне оснащення позашляховика входять такі елементи як датчики дощу і світла, аудіосистема з 9 динаміками, системи доступу в автомобіль і запуску двигуна без ключа запалювання, датчики паркування і камера заднього огляду.
У комплектацію Elegance входять датчики дощу і світла, аудіосистема з 9 динаміками, системи доступу в автомобіль і запуску двигуна без ключа запалювання, датчики паркування і камера заднього огляду.

### Оновлення 2013
Влітку 2013 року модель оновили. Рестайлінгова версія отримала нову оптику з денними ходовими вогнями і змінену решітку радіатора. У різних комплектаціях радіаторна решітка з п'ятьма вертикальними планками має різну обробку. У базовій модифікації Entry — вона просто чорна, в інших же вона виділяється на загальному тлі металевим або сріблястим блиском. Також зміни торкнулися заднього бампера і задніх ліхтарів. Лінійка відтінків складається з десяти кольорів, куди увійшли і чотири нових. Не обійшлося без змін і всередині авто. Дизайнерами пропонується нове прочитання торпедо, увінчаного 4,2-дюймовим TFT-монітором, змінилася і сама обробка приладової панелі і карт дверей, комфортніше стали сидіння другого і третього ряду. У салоні з'явилися нові тканини і нові схеми забарвлення. Був знижений рівень шуму і вібрацій.
Впродовж останніх років теж відбулося декілька змін, але в основному технічного плану.
Так, в 2015 році, 2.8-літровий турбодизельний двигун з шестиступінчастою автоматичною коробкою передач замінив 3.0-літровий двигун та п'ятиступінчасту автоматичну коробку.

### Оновлення 2017
В 2017 року модель оновили вдруге, змінивши зовнішній вигляд в стилі Toyota Land Cruiser 200, модель отримала нові світлодіодні фари, покращений салон тощо.

### Двигуни
Бензинові
- 2.7 л 2TR-FE Р4 163 к.с. 246 Нм
- 3.5 л 7GR-FKS V6 (Китай, вересень 2015–)
- 4.0 л 1GR-FE V6 282 к.с. 387 Нм

Дизельні
- 2.8 л 1GD-FTV Р4-T 177 к.с. 450 Нм (2015-2020)
- 2.8 л 1GD-FTV Р4-T 204 к.с. 500 Нм (з 2020–)
- 3.0 л 5L-E Р4 106 к.с. 197 Нм
- 3.0 л 1KD-FTV Р4-T 173 к.с. 410 Нм (2009-2010)
- 3.0 л 1KD-FTV Р4-T 190 к.с. 420 Нм (2010-2015)

## П'яте покоління (J250) (2023-наш час)

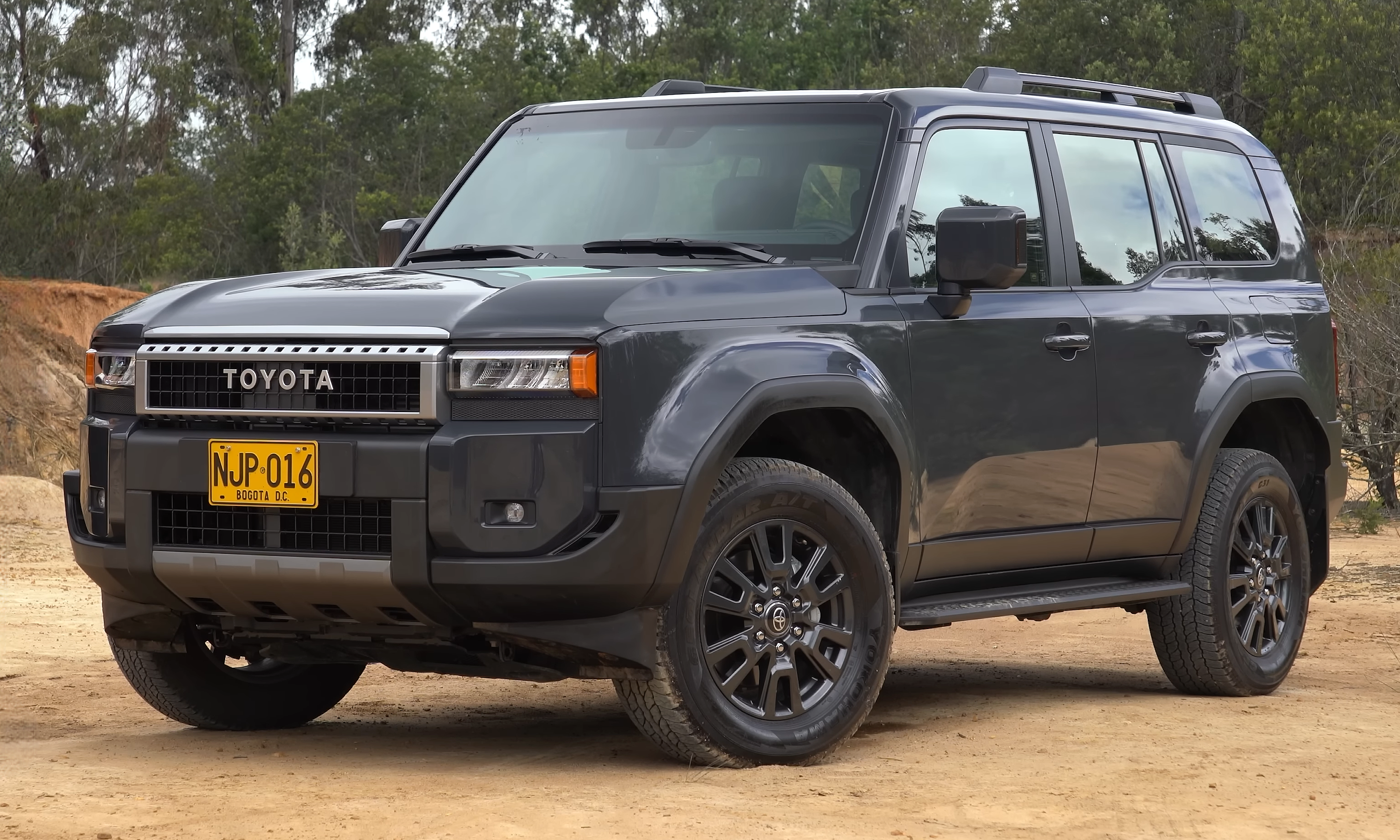
Toyota Land Cruiser Prado (J250)

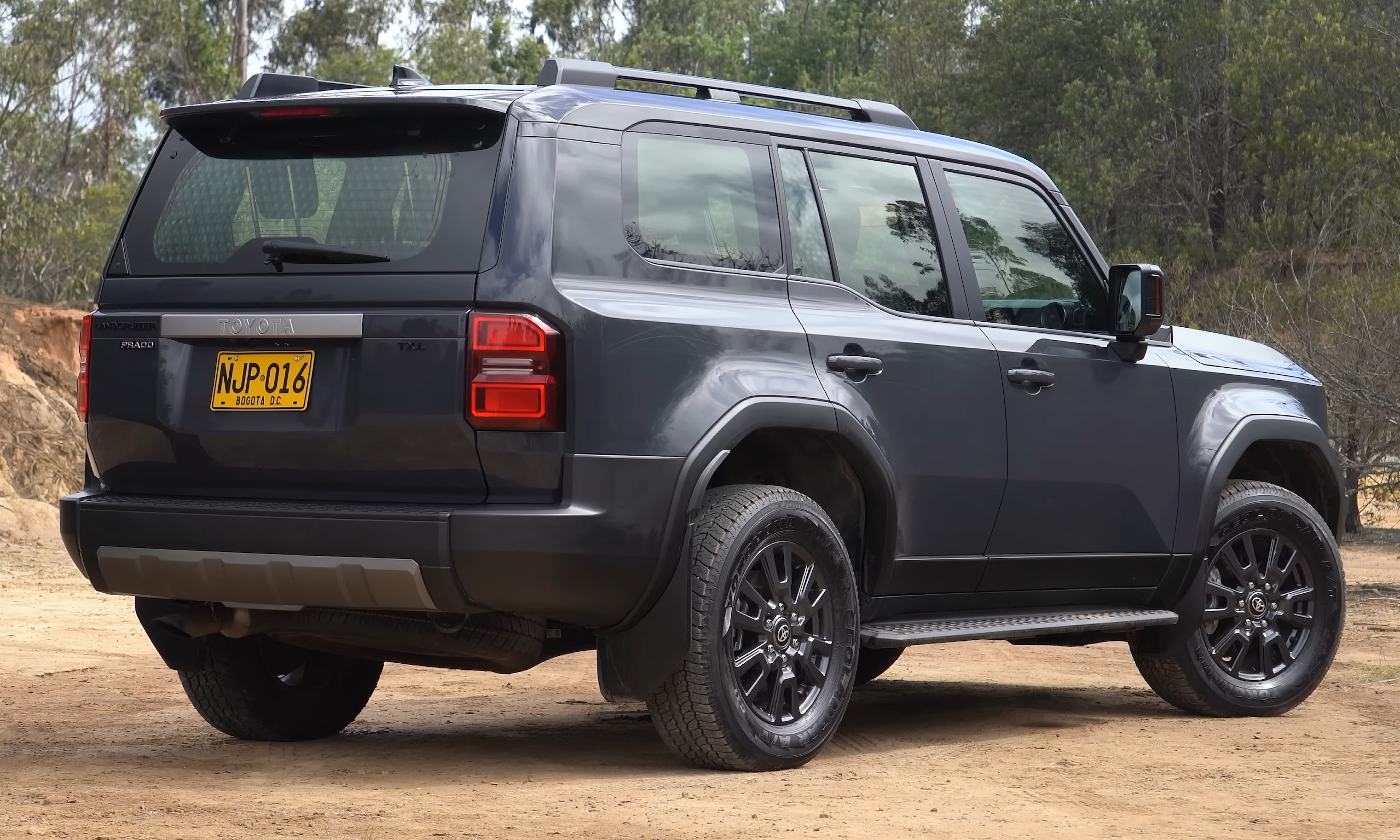
Toyota Land Cruiser Prado (J250)

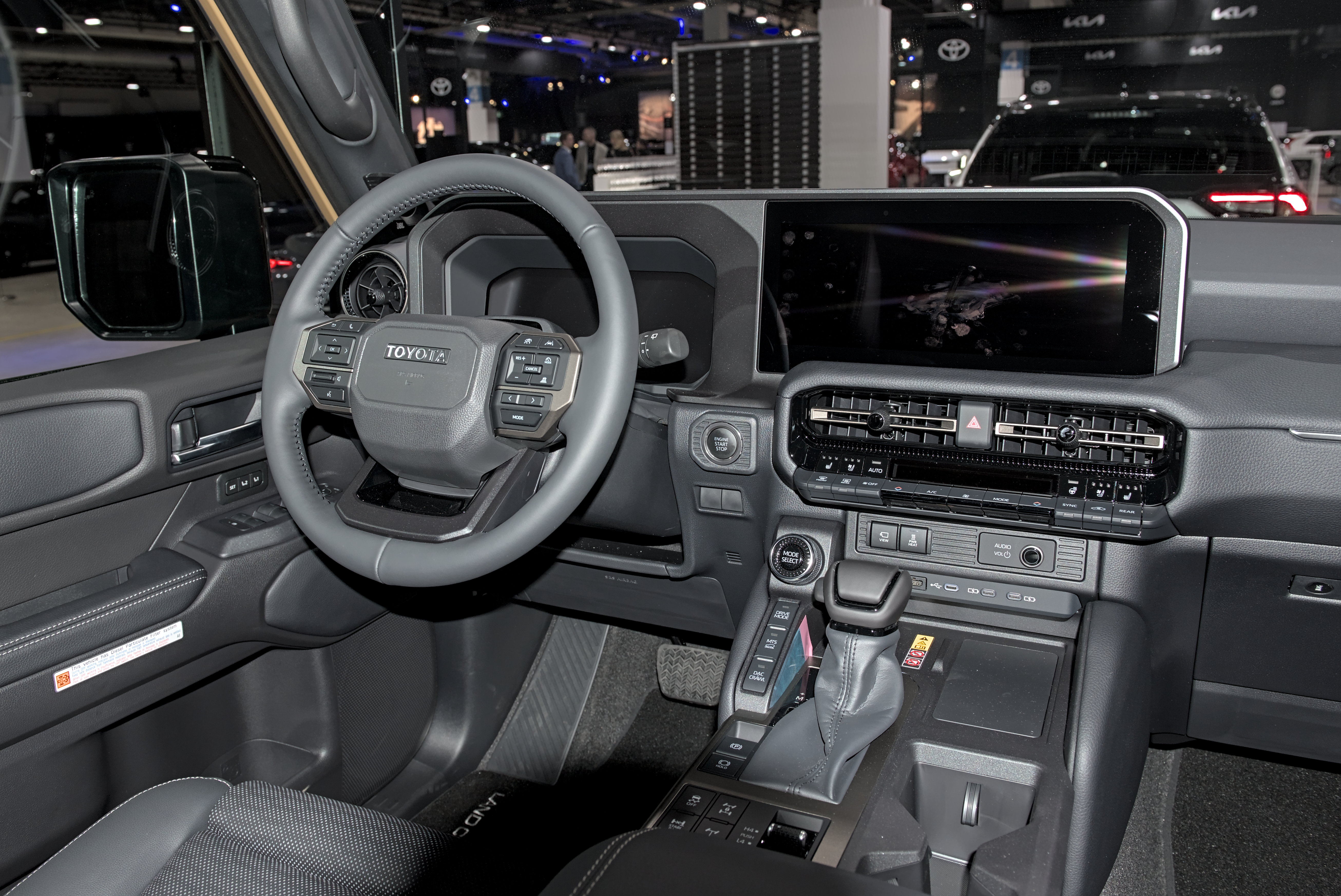

Land Cruiser Prado серії J250 було представлено 2 серпня 2023 року. Він продаватиметься як Land Cruiser 250 у Японії та просто як Land Cruiser у Північній Америці та деяких європейських країнах. Деякі інші ринки, такі як Австралія та інші європейські країни, збережуть табличку Land Cruiser Prado. 3-дверна модель не пропонується для цього покоління.
Напрямок дизайну та інженерії змінився порівняно з попереднім поколінням, зосередившись на «практичності, довговічності та надійності», з основним підходом, окресленим попереднім генеральним директором Toyota Акіо Тойодою. Це призводить до ретро-натхненного квадратного зовнішнього стилю, натхненного моделлю J60 1980-х років.
Автомобіль базується на рамній платформі GA-F, яка використовується як Land Cruiser більшої серії J300. Стверджується, що він має 50-відсоткове збільшення жорсткості рами та 30-відсоткове збільшення загальної жорсткості. Ця модель також є першим Land Cruiser серії легких навантажень, у якому використовується система електричного підсилювача керма (EPS), яка обіцяє легше керування кермом під час бездоріжжя, покращує маневреність на низькій швидкості та дозволяє системі допомоги у визначенні смуги руху. бути реалізованим. Максимальний кут наближення і зльоту становить 31,0 градус і 22,0 градуси відповідно, а кут обриву досягає 25 градусів. Дорожній просвіт становить 221 мм.

### Двигуни
Бензинові:
- 2.7 L 2TR-FE I4 163 к.с. 246 Нм (Європа)
- 2.4 L T24A-FTS turbo I4 280 к.с. 430 Нм (Європа)

Дизельний:
- 2.8 L 1GD-FTV turbo I4 204 к.с. 500 Нм (Європа)

Бензиновий hybrid:
- 2.4 L T24A-FTS turbo I4 331 к.с. 630 Нм (США)

Дизельний mild hybrid:
- 2.8 L 1GD-FTV mild hybrid turbo I4 204 к.с. 500 Нм (Європа)

## Продажі
| рік  | Японія | Австралія | Європа |
| ---- | ------ | --------- | ------ |
| 1999 |        |           | 28,238 |
| 2000 |        |           | 20,657 |
| 2001 | 14,696 |           | 21,115 |
| 2002 | 15,135 |           | 17,186 |
| 2003 | 17,881 |           | 33,435 |
| 2004 | 12,918 |           | 35,370 |
| 2005 | 13,586 |           | 36,302 |
| 2006 | 12,051 |           | 28,381 |
| 2007 | 11,820 |           | 26,670 |
| 2008 | 8,830  |           | 18,852 |
| 2009 | 6,601  |           | 8,362  |
| 2010 | 6,610  |           | 12,334 |
| 2011 | 9,273  |           | 10,996 |
| 2012 | 11,430 | 17,045    | 9,172  |
| 2013 | 9,600  | 14,568    | 5,444  |
| 2014 | 15,950 | 16,112    | 6,258  |
| 2015 | 19,770 | 15,255    | 6,052  |
| 2016 | 17,310 | 14,730    | 6,286  |
| 2017 | 18,360 | 15,982    | 5,237  |
| 2018 | 25,830 | 18,553    | 6,977  |
| 2019 | 25,830 | 18,335    | 6,359  |
| 2020 | 24,370 | 18,034    | 4,489  |
| 2021 | 30,990 | 21,299    | 4,458  |
| 2022 | 31,050 | 21,102    |        |